# Парламентарни избори у Србији 1829–1830.
Скупштина у Крагујевцу држана 25. јануара 1830. год коју је кнез Милош сазвао ради објаве хатишерифа од 1830. год., разликовала се од свију дотадашњих сличних зборова. Тада су први пут дошли депутати са пуномоћством, одређени готово путем формалних избора. Три или четири мала села послала су по једног изасланика, средња села по једног, а већа села и паланке и више од једног. Тако само Београд послао је шесторицу. Избор није вршен једног дана у целој земљи, већ у времену од два месеца имале су се кнежинске старешине постарати да га изврше у својим општинама, и то од 25. новембра 1829. до 25. јануара 1830. год. Изабраници су добијали од својих бирача нарочито писмено пуномоћство, које је оверавао и печатом потврђивао кнежински старешина.